# Ale Möller
Arild Staffan „Ale“ Möller (* 26. März 1955 in Malmö) ist ein schwedischer Multiinstrumentalist, Jazz- und Weltmusiker und Komponist.

## Wirken
Möller begann seine musikalische Laufbahn als Jazztrompeter nach dem Vorbild Clifford Browns und arbeitete im Kabaréorkestern, wo er auch Thomas Miehe begleitete. Nachdem er den Bouzoukispieler Christos Mitrencis kennengelernt hatte, wandte er sich der griechischen Musik zu und arbeitete mit Mikis Theodorakis zusammen. In den 1980er und 1990er Jahren wurde er eine der zentralen Figuren bei der Wiederentdeckung der schwedischen Folkmusik insbesondere der Provinz Dalarna. Neben fünf Alben mit seiner Gruppe Filarfolket veröffentlichte er in dieser Zeit mehrere eigene Alben, begleitete aber auch Mari Boine (Gula Gula).
Der Weltmusik wandte er sich mit seiner Improvisationsgruppe Enteli (1985–95) zu. Von der Kombination aus Folk- und Improvisationsmusik geprägt waren auch seine Duo-Alben mit Lena Willemark für ECM, zunächst Nordan (1993) mit Neuinterpretationen mittelalterlicher Lieder, dann Agram (2016), die große Wirkung entfalteten.
Mit Willemark und dem Fiddlespieler Per Gudmundson gründete Möller bereits 1987 die Gruppe Frifot, die seit den 1990er Jahren gleichfalls mehrere Alben vorlegte; deren Album Sluring (2003) wurde mit dem Manifest-Preis ausgezeichnet und für einen Grammis nominiert. Nachdem er 1998 mit Jonas Knutsson die Stockholm Folk Music Big Band als ein Weltmusik-Orchester mit vierzehn Musikern aus verschiedenen Teilen der Welt gegründet hatte, gründete er die Ale Möller Band, ein multikulturelles Sextett, dessen Debütalbum Bodjal (2003) einen Grammis erhielt.
In seinem 2010 gegründeten Projekt Oerhörda röster (unglaubliche Stimmen) traten mit ihm und seiner Band die Sänger Christian Zehnder, Wimme Saari, Kristina Hansson, Hosoo und Svante Drake auf. Sein jüngestes Projekt ist die Weltmusik-Jazz-Gruppe Xenomania. Außerdem komponierte Möller Film- und Schauspielmusiken, Werke für Sinfonie-, Kammer- und Blasorchester und war Artist in Residence an den Konzerthäusern von Gävle und Vara.